# Стадион Ренцо Барбера
Стадион Ренцо Барбера (итал. Stadio Renzo Barbera) је фудбалски стадион у Палерму, Италија. На њему своје домаће утакмице игра ФК Палермо. Укупан капацитет стадиона је 36.349 седећих места.

## Историја
Градња првобитног стадиона, по пројекту инжењера Ђована Батисте Сантанђела, почела је 1931. године. Стадион је отворен 24. јануара 1932. утакмицом између Палерма и Аталанте, у којој је домаћи тим победио са 5:1. Прво име стадиона је било Литоријо и изграђен је од стране фашистичког режима, са намером да замени стари терен „Ранкибиле“. На овом стадиону је постојала атлетска стаза око терена и није било трибина иза голова, а стадион је могао да прими око 20 хиљада гледалаца.
Стадион је 27. јуна 1937. променио име у Микеле Мароне, у част бившег фудбалера Палерма и официра Барсаљерија, који је априла исте године погинуо у Шпанском грађанском рату. Стадион је задржао ово име до краја Другог светског рата.
На крају Другог светског рата име је поново промењено у Ла Фаворита, по истоименом парку. Године 1948. је дошло до првог већег реновирања, уклоњена је атлетска стаза и изграђене две трибине иза голова, као што је оригинални пројекат и предвидео.
Године 1984. је урађена друга велика реконструкција, када је дограђен други прстен трибина, чиме је капацитет стадион повећан на 50.000 гледалаца. У новембру 1986. постављена су четири рефлекторска стуба.
Када је 1986. стадион изабран као један од домаћина утакмица Светског првенства 1990, првобитно се размишљало о изградњи новог стадиона, али је на крају због мањих трошкова, одлучено да се уради јачање и подмлађивање структуре; међутим постојале су велике потешкоће у добијању потребних средстава за реконструкцију, па је због свих одлагања организациони одбор претио и да ће домаћинство доделити неком другом граду. На крају је изабран пројекат за реконструкцију Ђулијана Гудучија из 1987. године, а 17. марта 1988. је коначно одобрено 25 милијарди лира за реконструкцију. 
Да би се задовољили сви безбедносни стандарди капацитет стадиона био је након реконструкције смањен на око 37.000 места. Током реновирања 5 радника је погинуло у колапсу 30. августа 1989, а за њих је постављена комеморативна плоча унутар стадиона. Свечано отварање реновираног стадиона је било 30. маја 1990, само неколико дана пре почетка Светског првенства, када је одигран реванш меч Купа Италије за Серију Ц, у којем је Палермо изгубио од Лукезеа на пеналима. На Светском првенству 1990. на овом стадиону су одиграна три меча у такмичењу по групама.
18. септембра 2002. стадион је преименован у Ренцо Барбера, у част бившег председника Палерма од 1970. до 1980. године.

## Међународне утакмице

### Утакмице Светског првенства 1990.
На Светском првенству у фудбалу 1990. стадион је био домаћин три утакмице.
| Датум         | Време | 1. Тим          | Рез.  | 2. Тим    | Коло    | Гледалаца |
| ------------- | ----- | --------------- | ----- | --------- | ------- | --------- |
| 12. јун 1990. | 21:00 | Холандија       | 1 : 1 | Египат    | Група Ф | 33.421    |
| 17. јун 1990. | 17:00 | Република Ирска | 0 : 0 | Египат    | Група Ф | 33.288    |
| 21. јун 1990. | 21:00 | Република Ирска | 1 : 1 | Холандија | Група Ф | 33.288    |

### Утакмице репрезентације
Фудбалска репрезентација Италије је на овом стадиону до сада одиграла 12 утакмица, од тога 7 у квалификацијама за светска и европска првенства, 1 у Купу Централне Европе и 4 пријатељске.

### Суперкуп Европе 1997.
Реванш утакмица између Јувентуса и Пари Сен Жермена у финалу Суперкупа Европе 1997. је одиграна на стадиону Ла Фаворита. Први меч у Паризу је завршен са 6:1, па је због већ скоро обезбеђеног трофеја Јувентус желео да подари велики меч значајном броју Јувентусових навијача на Сицилији.
- Јувентус - Пари Сен Жермен 3:1 (реванш утакмица, 5. фебруар 1997)[5]

## Име стадиона
| Време       | Име                                                                    |
| ----------- | ---------------------------------------------------------------------- |
| 1932—1937   | Стадион Литоријо                                                       |
| 1937—1945   | Микеле Мароне - војник и спортиста, погинуо у Шпанском грађанском рату |
| 1945 - 1960 | Стадион Комунале (Општински стадион)                                   |
| 1960 - 2002 | Ла Фаворита - истоимени парк                                           |
| од 2002     | Ренцо Барбера - председник клуба седамдесетих                          |